# Lâm Vlog
Lê Hoàng Vũ Huy (sinh ngày 22 tháng 2 năm 1990), thường được biết đến với nghệ danh Lâm Vlog hoặc Lâm, là một YouTuber nổi tiếng người Việt Nam. Tính đến tháng 12 năm 2023, kênh YouTube của Lâm có hơn 10 triệu người đăng ký, với hơn 3,753 tỉ lượt xem, xếp ở vị trí thứ 9 trong số các kênh YouTube có nhiều lượt đăng ký nhất Việt Nam.

## Cuộc đời và sự nghiệp
Lâm Vlog tên thật là Lê Hoàng Vũ Huy, tên ở nhà thường gọi là Lâm. Sinh ra trong một gia đình có hoàn cảnh khó khăn, anh đã trải qua nhiều nghề nghiệp khác nhau, đồng thời phụ giúp gia đình hàn cửa sắt, hàn đồ sắt trong khoảng thời gian 8 năm. Ngoài việc làm đồ sắt vào ban ngày, Lâm còn tham gia lập trình web vào ban đêm.
Đầu năm 2016, Lâm mở kênh YouTube và bắt đầu đăng tải các video của mình. Các chủ đề mà anh thực hiện bao gồm trải nghiệm sinh tồn, ẩm thực, du lịch. Theo Dân Việt, mỗi video của Lâm đều có trung bình từ 500 nghìn đến 2 hoặc 3 triệu lượt xem. Bên cạnh các video vài triệu lượt xem, Lâm còn có các video lên đến trên 10 triệu lượt xem. Ngoài kênh chính thức là Lâm Vlog với 11 triệu lượt đăng ký, Lâm còn sở hữu một kênh phụ là Lâm TV với gần 4 triệu lượt đăng ký. Lâm đã thu hút hơn 1 tỷ lượt xem cho các kênh YouTube của mình. Năm 2019, Lâm Vlog dẫn đầu trong danh sách kênh YouTube chất lượng nhất Việt Nam theo đánh giá của Social Blade.
Từ năm 2020, Lâm chuyển sang quay video cùng với những người anh em bạn bè của mình. Theo chia sẻ của Lâm, với mỗi video, anh có thể đầu tư từ 30 đến 40 triệu đồng.

## Đời tư
Lâm có vợ là Nguyễn Thị Kim Châu, một giáo viên dạy Hóa học. Cả hai kết hôn năm 2019 và có một cô con gái. Gia đình anh hiện đang sống ở Thủ Dầu Một, Bình Dương.

## Giải thưởng và đề cử
| Năm  | Lễ trao giải    | Hạng mục             | Kết quả   | Chú thích     |
| ---- | --------------- | -------------------- | --------- | ------------- |
| 2020 | WeChoice Awards | Hot YouTuber của năm | Đoạt giải | [ 11 ] [ 12 ] |